# Apidium
Az Apidium az emlősök (Mammalia) osztályának a főemlősök (Primates) rendjéhez, ezen belül a Parapithecidae családjához tartozó kihalt nem.

## Rendszerezés
A nembe az alábbi fajok tartoztak:
- Apidium moustafai
- Apidium phiomense típusfaj
- ?Apidium bowni

## Tudnivalók
Az Apidium 36-34 millió évvel élt ezelőtt, ott ahol a mai Szahara sivatag fekszik. A fogazata azt mutatja, hogy gyümölcsöket és rovarokat ettek. Az állat jól alkalmazkodott a fákon folytatott életmódhoz. Könnyedén ugrált egyik fáról a másikra. Az állatok családi közösségekben élhettek. A család egy hímből, néhány nőstényből és azok kölykeiből állott. Átlagosan 20-30 centiméteresek voltak.

## Lelőhelyek
Apidium maradványokat találtak, az egyiptomi Fayum lelőhelynél.